# Сясьская верфь (1702)
Сясьская верфь — первая судостроительная верфь, созданная на Ладожском озере по указу Петра I для строительства кораблей Балтийского флота.

## Основание и строительство верфи

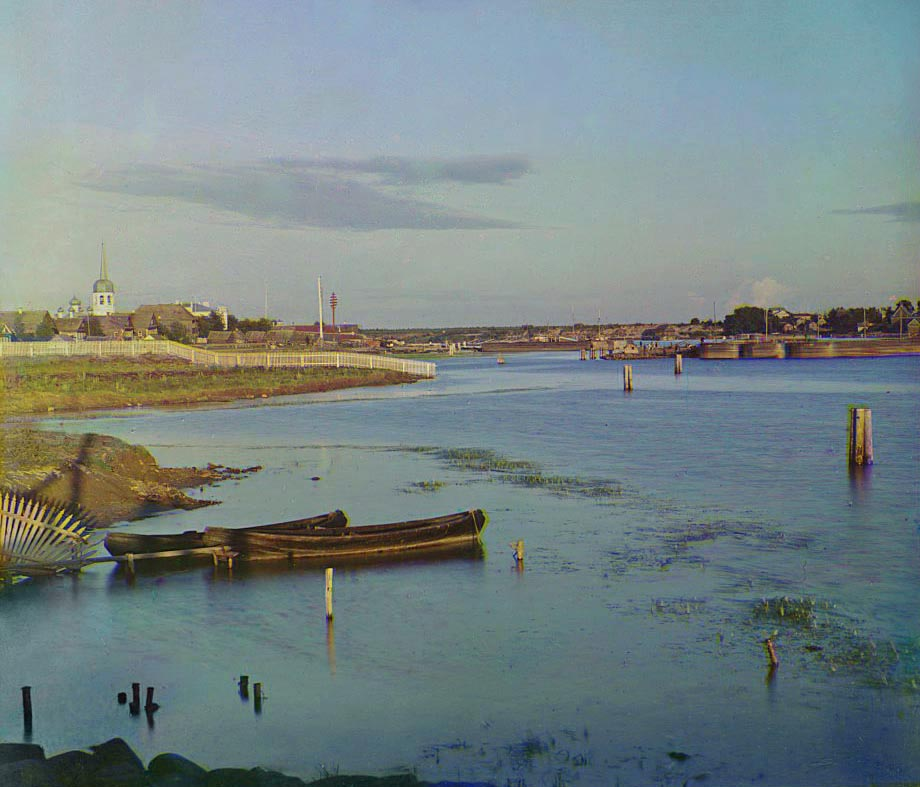
Сясьские Рядки. Рыбачье поселение. 1909. Фото С. М. Прокудин-Горский

Судостроительная верфь была основана в 1702 году по личному указанию Петра I при дворцовом селе Сясьские Рядки, стоявшем на месте впадения реки Сясь в Ладожское озеро.
22 января (2 февраля) 1702 года Пётр I дал указ стольнику Ивану Юрьевичу Татищеву:«В оборону и на отпор против неприятельских свейских войск на Ладожском озере сделать военных 6 кораблей по 18 пушек».
Практически это был указ о создании первых судостроительных верфей для постройки кораблей будущего Балтийского флота: Сясьской и Олонецкой. Этот указ подтверждался и официальным «Наказом о строении кораблей» от 23 января 1702 года, в котором говорилось: «Делать корабли на реке Сяси, которая впадала в Ладожское озеро, от Ладоги в 30 верстах, или на реке Паше, которая впадала в реку Свирь, а Свирь в Ладожское озеро, осмотря места, где пристойно, из соснового леса. У дела тех кораблей быть из Новгорода стольнику Ивану Юрьеву сыну Татищеву…».
Весной 1702 года стольник И. Ю. Татищев провёл необходимые исследования, выполнил промер глубин самых мелких мест на реках Сясь и Паша, а также разведал у местных жителей о поведении рек в половодье и межень, описал устья рек, впадающих в Ладожское озеро, определил безопасные для судового хода фарватеры. Также он осмотрел близлежащие леса и наметил места вырубки, выбрал наиболее подходящее для строительства Сясьской судоверфи место. Обо всех делах по строительству верфи и ходе постройки кораблей на ней Татищев обязан был докладывать ближайшему окольничему и воеводе Петру Матвеевичу Апраксину, с последующим докладом царю.

## Верфь в период с 1702 по 1706 годы
Новая верфь почти полностью обеспечивалась местными рабочими: плотниками, кузнецами и выполнявшими вспомогательные операции людьми из близлежащих приладожских сёл и деревень. На постройку каждого судна выделялось 50 плотников, 60 работных людей пеших и 60 с лошадьми, а также 20 кузнецов и более. Для ведения делопроизводства на верфи Татищев Иван Юрьевич получил в помощь 8 подьячих и 12 целовальников, прибывших из Олонца. На подьячих возлагалась вся канцелярская работа, целовальникам вменялось в обязанность строго блюсти денежные расходы. Финансирование верфи первоначально возлагалось на Новгородскую ратушу.
Пушки, якоря, другие изделия из чугуна и железа для строящихся кораблей заказывались на железоделательных заводах Олонецкого уезда. Снабжение верфи парусиной, канатами, флагами, вымпелами и остальными корабельными припасами осуществлялось из центральных районов страны через Адмиралтейский приказ в Москве.

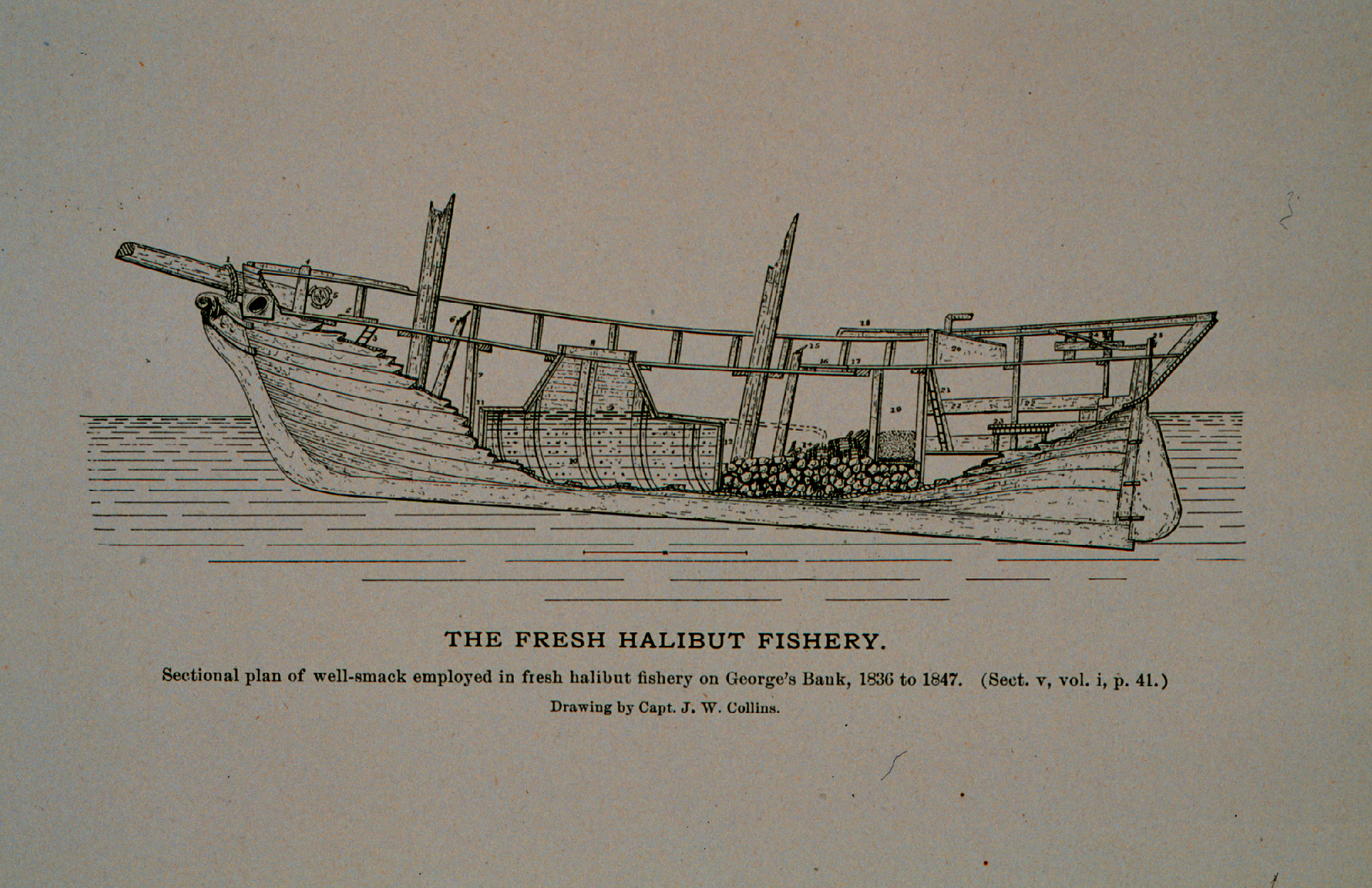
Шмак — морское парусное судно для прибрежного плавания

1 мая 1702 года на стапелях Сясьской верфи голландский плотник Воутер Воутерсон фон Кол заложил первые корабли — два малых 18-пушечных фрегата типа Сясьские № 1 и № 2. Размеры фрегатов были невелики: длина 19,8, ширина 5,66 метров. В сентябре 1702 года оба фрегата были спущены на воду. Достройка и окончательная отделка кораблей была произведена в 1703 году на Олонецкой верфи. Из-за того, что фрегаты были построены из сырого леса, плохо слушались руля и обладали малой мореходностью, в 1705 году их перечислили в брандеры и переименовали соответственно № 1 в «Этну» и № 2 в «Везувий».
31 декабря 1702 года на Сясьской верфи мастер В. Воутерсон заложил малые 28-пушечные фрегаты «Архангел Михаил» и «Иван-город». Строительство фрегатов затянулось. «Архангел Михаил» вступил в строй лишь весной 1704 года, а «Иван-город» — 27 мая 1705 года. Оба корабля участвовали в Северной войне 1700-1721 годов. «Иван-город» впоследствии после перевооружения вошёл в историю Балтийского флота как одно из первых ледокольных судов.
В 1703 году на верфь из Воронежского адмиралтейства был переведён парусный мастер Иван Кочет. Парусная мастерская, которой заведовал Кочет, находилась на Сясьской верфи, там шили паруса для всех первых кораблей, строившихся на Сясьской и Олонецкой вервях. По его идее в русском галерном флоте наряду с прямым и косым парусным вооружением стали применять комбинации из тех и других парусов, которые оказались особенно эффективными в условиях шхер Финского залива. Прямые паруса шили из голландского конифасу. Косое парусное вооружение шилось из любского полотна, а самые верхние брамсели - из тонкого олонецкого. 
В 1704 году были спущены два буера: «Люстих» (от нидерл. lustig — весёлый), строитель Выбе Литкин и «Ик-Гебе-Гевест» (от нидерл. ik heb een gewest — я владею провинцией), строитель Хорла Андреев.
Также в 1704 году спустили на воду шесть шмаков, заложенных в 1703 году, а 16 августа 1704 года заложили ещё один шмак. Это судно оказалось последним, построенным на государственной Сясьской верфи. Всего на Сясьской верфи в период с 1702 по 1706 годы было построено 48 судов: 4 фрегата, 6 грузовых шняв, 3 бригантины, одна галера, 3 прама, 5 буеров, 2 флейта, 13 шмаков, 14 прочих судов.

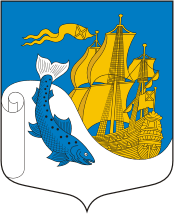
Герб города Сясьстрой (2007 год)

Из-за того, что верфь постоянно заливало из-за неспокойного Ладожского озера и защищать её немногочисленными судами, имевшимися в распоряжении петровских войск, со стороны Ладоги было сложно, Указом от 10 декабря 1706 года Сясьскую верфь упразднили и все работы перенесли в Олонецкую верфь, наиболее оборудованную. Непродолжительное время в Сясьских Рядках продолжали строить только небольшие каботажные суда, приспособленные к прибрежному плаванию и не выходящие в открытое море.
В 1942 году близ села Сясьские Рядки Волховского района Ленинградской области была построена новая верфь для строительства барж, предназначенных для эвакуации населения и промышленного оборудования из блокадного Ленинграда. В 1992 году село Сясьские Рядки было упразднено и вошло в состав города Сясьстрой.
5 июля 2007 года был утверждён герб города Сясьстрой, одной из главных фигур которого стал золотой трёхмачтовый линейный корабль эпохи Петра I, плывущий на всех парусах, символизирующий знаменитую Сясьскую верфь петровских времён.